# Cova de Marilhac
La Cova de Marilhac és una un avenc al municipi de Marilhac al Charente (França), reconeguda com a lloc d'habitació prehistòrica amb una cronologia que va dels 50.000 als 40.000 anys BP, a la qual s'hi han trobat restes de neandertals. Al seu interior s'hi van trobar 48 restes diferents, corresponents a set adults, un adolescent i dos infants. Disset dels 48 ossos, un 35%, mostraven vestigis de traces antròpiques variades: facturació de la volta cranial en fresc, traces de desmembrament, punts d'impacte i línies de fractura. Els arqueòlegs afirmen que no es pot parlar de canibalisme, ja que també han trobat algunes restes que mostren signes d'haver estat ingerides per la hiena de les cavernes.